# Campo di grano con cipressi
Campo di grano con cipressi è il titolo che si riferisce a tre opere simili dipinte da Vincent van Gogh nel 1889.
Quella del settembre 1889 (72.1 cm x 90,9 cm) è conservata alla National Gallery di Londra. Un'altra (73 cm x 93,4 cm), dipinta a giugno dello stesso anno, è conservata nel Metropolitan Museum of Art di New York.
La terza, più piccola, appartiene ad una collezione privata (è stata venduta a Londra nel 1970 e successivamente negli Stati Uniti nel 1987).

## Descrizione
I quadri rappresentano un paesaggio campagnolo in una giornata ventosa. In primo piano troviamo un campo di grano con molte spighe di varie tonalità di beige. In secondo piano si vedono cespugli ed altre piante di vario genere, seguite da imponenti cipressi di colore scuro. Infine, sullo sfondo, montagne di colore azzurro e blu ed un cielo pieno di candide nuvole curvilinee.